# Burujuljaya
Burujuljaya is een bestuurslaag in het regentschap Tasikmalaya van de provincie West-Java, Indonesië. Burujuljaya telt 4218 inwoners (volkstelling 2010).